# Глубокое (Вохтожское муниципальное образование)
Глубокое — хутор в Грязовецком районе Вологодской области, примыкающий к Вохтоге.
Входит в состав Вохтожского муниципального образования, с точки зрения административно-территориального деления — центр Вохтогского сельсовета.
Расстояние по автодороге до районного центра Грязовца — 57 км, до центра муниципального образования Вохтоги — 800 м, от которой хутор отделяет железная дорога. Ближайшие населённые пункты — Исады, Вохтога, Тарасово.
По переписи 2002 года население — 247 человек (117 мужчин, 130 женщин). Всё население — русские.